# Gabriel Alcoba
Gabriel Alcoba (Paso de los Toros, Tacuarembó, Uruguay, 24 de enero de 1980) es un exfutbolista uruguayo. Juega como centrocampista pero actualmente está retirado. Hermano del también futbolista (zaguero) Gerardo Alcoba.

## Clubes
| Club                 | País    | Año         |
| -------------------- | ------- | ----------- |
| Montevideo Wanderers | Uruguay | 2002 - 2007 |
| Deportivo Quito      | Ecuador | 2007        |
| Danubio              | Uruguay | 2007 - 2008 |
| Peñarol              | Uruguay | 2008 - 2009 |
| Cerrito              | Uruguay | 2009 - 2010 |
| Central Español      | Uruguay | 2010 - 2011 |
| Atenas               | Uruguay | 2011 - 2013 |
| Deportivo Maldonado  | Uruguay | 2013 - 2014 |

## Títulos
| Título              | Club    | País    | Año  |
| ------------------- | ------- | ------- | ---- |
| Campeonato Uruguayo | Danubio | Uruguay | 2007 |